# Plecia bicolor
Plecia bicolor är en tvåvingeart som beskrevs av Luigi Bellardi 1859. Plecia bicolor ingår i släktet Plecia och familjen hårmyggor. Inga underarter finns listade i Catalogue of Life.